# Шаш, Ференц
Фе́ренц Шаш (венг. Sas Ferenc), при рождении Фе́ренц Зон (ивр. Ferenc Sohn‎), известный в Аргентине под именем Франси́ско «Шаш» Сон (исп. Francisco "Sas" Sohn); 16 августа 1915, Будапешт — 3 сентября 1988, Буэнос-Айрес, Аргентина) — венгерский футболист, правый крайний нападающий, игрок сборной Венгрии с 1936 по 1938 год.

## Биография
Ференц Шаш родился в еврейской семье. Его родителями были Леопольд и Роза Зон. Отец Ференца погиб во время Первой мировой войны. Позже Ференц адаптировал свою фамилию на венгерский манер («Шаш» означало «Орёл»), это значительно помогло ему пробиться в национальную сборную Венгрии.

## Карьера

### Клубная
Ференц Шаш играл за клуб «МТК», провёл в его составе 84 матча в чемпионате Венгрии и забил 15 мячей. В 1938 году Ференц Шаш уезжает из Венгрии в Аргентину. Там он играет в течение двух лет за «Бока Хуниорс» (в его составе он становится чемпионом Аргентины в 1940 году), затем за «Архентинос Хуниорс» и заканчивает свою карьеру в клубе «Маккаби» из Буэнос-Айреса.

### В сборной
За сборную Венгрии в 1936—1938 гг. Шаш провёл 17 матчей, забил 2 мяча. В 1938 году вместе с командой он принял участие в чемпионате мира 1938. Ему принадлежит один из мячей, забитых в ворота команды Швеции в полуфинале турнира.